# Tramea minuta
Tramea minuta là loài chuồn chuồn trong họ Libellulidae. Loài này được De Marmels & Rácenis mô tả khoa học đầu tiên năm 1982.